# Lepperhof
Lepperhof ist ein Ort von insgesamt 106 Ortschaften der Gemeinde Reichshof im Oberbergischen Kreis im nordrhein-westfälischen Regierungsbezirk Köln in Deutschland.

## Lage und Beschreibung
Lepperhof liegt nördlich der Wiehltalsperre, die nächstgelegenen Zentren sind Gummersbach (24 km nordwestlich), Köln (61 km westlich) und Siegen (45 km südöstlich).

## Geschichte

### Erstnennung
1541 wurde der Ort das erste Mal urkundlich erwähnt. „Zu den Zeugen bei einem Grenzumgang gehören Jakob der schmit up dem Lepperhoff und Johan sein Bruder.“
Die Schreibweise der Erstnennung war Lepperhoff.
| Bevölkerungsentwicklung | Bevölkerungsentwicklung |
| Jahr                    | Einwohner               |
| ----------------------- | ----------------------- |
| 1991                    | 83                      |
| 2005                    | 70                      |
| 2006                    | 86                      |
| 2008                    | 73                      |
| 2017                    | 64                      |
| 2018                    | 65                      |
| 2019                    | 74                      |